# Monti Siljapskij

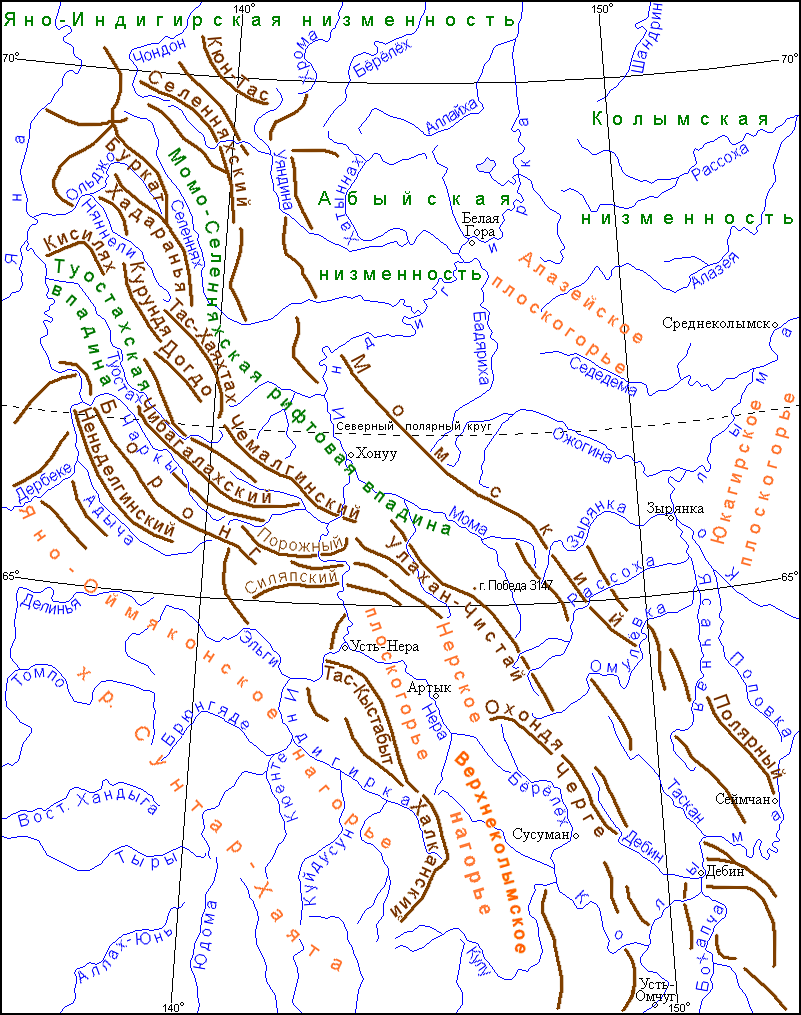

I Monti Siljapskij (in russo Силяпский хребет?; in lingua sacha: Силэп сис) sono una catena montuosa che fa parte del sistema dei Monti Čerskij e si trova nella Sacha (Jacuzia), in Russia.

## Descrizione
I Siljapskij si estendono in direzione est-ovest per circa 100 km nella zona centrale del sistema dei Čerskij, a ovest del corso superiore dell'Indigirka. Il limite settentrionale è dato dal fiume In'jali, quello meridionale dall'Uolčan, ambedue tributari di sinistra dell'Indigirka. Sebbene sia una delle più piccole catene del sistema, presenta alcune delle montagne più massicce dei monti Čerskij. L'altezza massima è quella del Gora Čën, alto 2690 m (2703 m secondo altre fonti). 